# Ashberry (NANAの曲)
「Ashberry」（アッシュベリー）は、NANAの楽曲で、2枚目のシングル。2006年9月29日にOVERDRIVEから発売された。

## 概要
表題曲は、ソフトブランド「OVERDRIVE（オーバードライブ）」が2006年に製作したパソコン用アダルトゲーム『エーデルワイス』のオープニング主題歌で、NANAによる歌唱曲。2008年に同ブランドが製作した外伝作品『エーデルワイス 詠伝ファンタジア』でもオープニング主題歌として使用されている。
カップリングの「Remember（リメンバー）」は同エンディング主題歌で、中原涼による歌唱曲。攻略対象ヒロインの一人である青空 遥花（あおぞら はるか）ルートにおける専用エンディング主題歌として使用されている。
本CDは音楽レーベルによる製作販売がされておらず、ゲームの制作販売元であるOVERDRIVEによるインディーズ扱いとなっている。このため再生産等が行われておらず現在では入手困難となっているが、楽曲自体はOVERDRIVE製作のゲーム主題歌を収録したアルバム等複数のCDにおいて再録されており、現在でも入手可能である。

## 収録曲
1. Ashberry
歌：NANA、作詞：桑島由一、作曲：milktub、編曲：ms-jacky
  - アダルトゲーム『エーデルワイス』オープニング主題歌。
2. Remember
歌：中原涼、作詞：桑島由一、作曲：milktub、編曲：ms-jacky
  - アダルトゲーム『エーデルワイス』青空遥花エンディング主題歌。
3. Ashberry (off vocal)
4. Remember (off vocal)